# 나쓰메 유키
나쓰메 유키(일본어: 棗 佑喜, 1988년 11월 18일 ~ )는 일본의 전 축구 선수이다.

## 구단 경력
과거 가와사키 프론탈레, 도치기 SC, 마쓰모토 야마가 FC에서 활동하였다.